# Kanton Cenon
Kanton Cenon (fr. Canton de Cenon) je francouzský kanton v departementu Gironde v regionu Akvitánie. Tvoří ho pět obcí.

## Obce kantonu
- Artigues-près-Bordeaux
- Beychac-et-Caillau
- Cenon
- Montussan
- Yvrac